# Claire Séverac
Claire Séverac née le 9 avril 1948 à Béziers et morte le 25 décembre 2016, des suites d’un cancer digestif dans le 15e arrondissement de Paris, est une auteur française de chansons et d'ouvrages à caractère complotiste.

## Biographie
Elle est née à Béziers le 9 avril 1948 d'une mère basque et d'un père occitan.

### Carrière dans la musique
Elle adhère à la SACEM en tant qu'auteur en 1968.
Entre 1977 et 1988, elle réalise trois albums solos,.
De 1985 à 1997, Claire Severac travaillera à Los Angeles et collabora avec des artistes américains comme Donna Summer ou Crystal Gayle. En 1985, elle rencontra le succès en chantant en duo avec l’acteur et chanteur américain  David Soul le titre Amoureux sans bagages.
En 2020, sort une compilation de duos avec David Soul, Billy Swan, Barry Mann, Albert Hammond.

### Essayiste
En 2007 elle collabore et écrit des livres sur le sport et aussi sur des personnalités de la chanson française.

## Conspirationnisme
À partir de 2009, elle prend position contre la vaccination avant de publier, en 2011, Complot mondial contre la santé, son premier livre conspirationniste contre la vaccination.
Elle est remarquée par l'association d'extrême droite Égalité et Réconciliation et publie un livre chez leur maison d'édition, Kontre Kulture. Elle anime alors des conférences sur ses thèses complotistes de prédilection, sur le programme HAARP ou les chemtrails,.

## Filmographie
- L'Incruste, fallait pas le laisser entrer ! d'Alexandre Castagnetti et Corentin Julius : elle fait une courte apparition dans le rôle d'une barmaid[12].

## Ouvrages
- Claire Séverac (préf. Nicolas Anelka), Comment devenir footballeur professionnel, Paris, Éditions du Rocher, 2007 (ISBN 2-268-06295-3)
- Claire Séverac et Cédric Naïmi, Dalida: Ses fans, ses amis ont la parole…, Paris, Éditions du Rocher, 2008 (ISBN 978-2-268-06580-9)
- Claire Séverac et Cédric Naïmi, M Pokora, vu par…, ADCAN/Pascal Petiot Editions, 2008 (ISBN 978-2848141022)
- Pierre Pernez et Claire Séverac, Ici Claude François, Monaco, Alphée, 2010, 371 p. (ISBN 978-2-753-80543-9, OCLC 762624312).
- Claire Séverac, Complot mondial contre la santé, édition Elie et Mado, 2011 (ISBN 978-2954012605)
- Sylvie Simon et Claire Séverac, La coupe est pleine : Nos enfants sont plus précieux que le CAC 40, édition Elie et Mado, 2012 (ISBN 978-2-954-01262-9)
- Claire Séverac (préf. Pierre Hillard), La guerre secrète contre les peuples, Saint-Denis, Éditions Kontre Kulture, 2015 (ISBN 978-2-954-01263-6)[13]
- Claire Séverac (préf. Joseph Kerbaud), Crime alimentaire organisé, édition Elie et Mado, 2017 (ISBN 978-2-954-01264-3)